# Stazione di Casale di Velletri
Stazione di Casale di Velletri vasútállomás Olaszországban, Velletri településen.

## Vasútvonalak
Az állomást az alábbi vasútvonalak érintik:
- Velletri-Segni-vasútvonal

## Kapcsolódó állomások
A vasútállomáshoz az alábbi állomások vannak a legközelebb:
- Stazione di Colle Cagioli
- Stazione di Velletri